# Moestroff
Moestroff (lb. Méischtref, niem. Möstroff) – wieś (Uertschaft) w środkowym Luksemburgu, w kantonie Diekirch, w gminie Bettendorf. Do 3 października 2015 miejscowość leżała w dystrykcie Diekirch.